# ホシサン
ホシサン株式会社は熊本県熊本市北区に本社を置く味噌・醤油・加工調味料の製造メーカー。

## 沿革
- 1906年（明治39年）12月14日 - 熊本市北千反畑町8番地において創業
- 1910年（明治43年）5月 - 内国生産博覧会に出品一等賞金牌受賞（醤油）
- 1940年（昭和15年）12月 - 法人化し古荘醤油合資会社創立
- 1962年（昭和37年）3月 - 天草営業所を設立
- 1973年（昭和48年）- 本社・醤油工場を現在地に新築・移転
- 1983年（昭和58年）- 本社敷地内にみそ工場を竣工
- 1985年（昭和60年）- 古荘醤油からホシサン株式会社に組織・社名を変更
- 2006年（平成18年）12月 - 創業100周年祝賀会を挙行

## 事業所
- 本社 - 熊本県熊本市北区龍田弓削1-28-8
- 天草営業所 - 天草市亀場町食場字長フケ815-1

## おもな商品
味噌
- ごていしゅ（麦・合わせ）
- ホシサン百年乃蔵（麦・米・合わせ）

醤油
- こいくちしょうゆ
- うすくちしょうゆ
- さしみ醤油 甘露
- ホシサンキッズしょうゆ

ぽん酢
- ほんなこつデコポン！火の国ぽん酢

その他
- みそつゆ（まろやか胡麻風味・さわやか柚子風味）
- おいしい飲む酢

## 備考
2009年1月18日放送のTBSラジオ安住紳一郎の日曜天国の番組中に、司会の安住紳一郎がホシサン製のさしみ醤油の甘味・香りを絶賛した。